# Deinbollia rambaensis
Espèce
Statut de conservation UICN

 VU (needs updating) D2 : Vulnérable
Deinbollia rambaensis est une espèce de plantes du genre Deinbollia de la famille des Sapindaceae endémique du Gabon.